# Grnčari
Grnčari (makedonska: Грнчари) är en ort i Nordmakedonien. Den ligger i kommunen Resen, i den sydvästra delen av landet, 110 kilometer söder om huvudstaden Skopje. Grnčari ligger 895 meter över havet och antalet invånare är 1 205.